# Royères

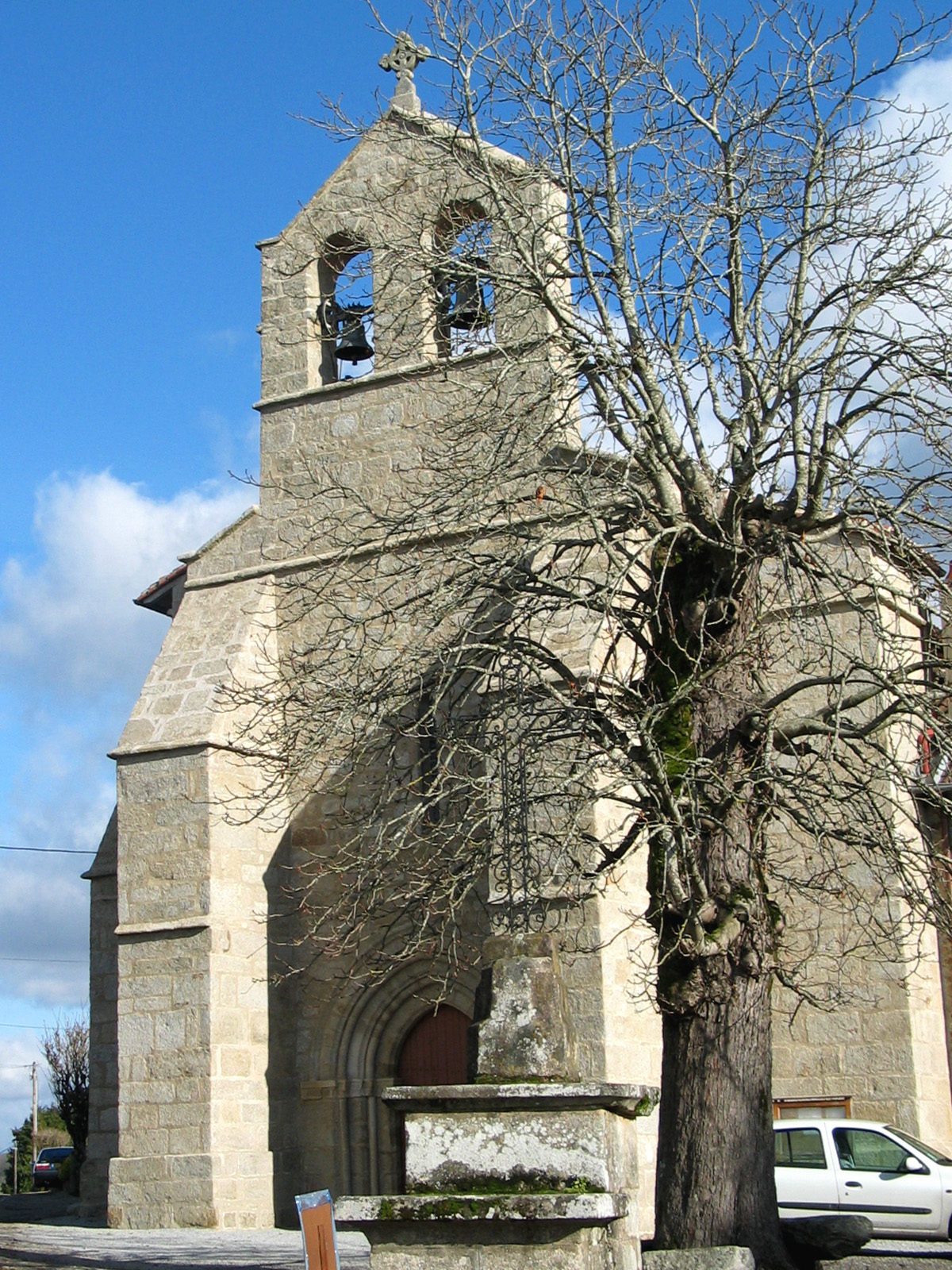
Zabytkowy Kościół św. Tomasza

Royères – miejscowość i gmina we Francji, w regionie Nowa Akwitania, w departamencie Haute-Vienne.
Według danych na rok 1990 gminę zamieszkiwało 855 osób, a gęstość zaludnienia wynosiła 49 osób/km² (wśród 747 gmin Limousin Royères plasuje się na 152. miejscu pod względem liczby ludności, natomiast pod względem powierzchni na miejscu 397.).

## Populacja

Populacja Royères w latach 1962–2008